# بوبي جاسوس (فلم)
بوبي جاسوس هو فيلم كوميدي درامي هندي من إخراج سمر شيخ وإنتاج ديا ميرزا وساهل سانغا. الفيلم من بطولة فيديا بالان وعلي فضل وأرجان باجوا وسوبريا باثاك وراجيندرا غوبتا وتانفي أزمي.

## روابط خارجية
- مقالات تستعمل روابط فنية بلا صلة مع ويكي بيانات